# Витория дела Ровере
Вижте пояснителната страница за други личности с името Витория.
Витория Фелтрия дела Ровере (на италиански: Vittoria Feltria della Rovere, * 7 февруари 1622, Пезаро, Папска държава; † 5 март 1694, Пиза, Велико херцогство Тоскана) от рода Дела Ровере е принцеса от Херцогство Урбино и чрез брак велика херцогиня на Тоскана (1633 – 1670). С нейната смърт изчезва основният клон на семейство дела Ровере, основан през XIV век.

## Произход
Тя е единствено дете на Федерико Убалдо дела Ровере (* 1605, † 1623), херцог на Урбино, и на съпругата му Клавдия де Медичи (* 1604, † 1648), сестра на великия херцог на Тоскана  Козимо II Медичи. Нейни баба и дядо по бащина линия са Франческо Мария II дела Ровере, херцог на Урбино, и Ливия дела Ровере, а по майчина – Фердинандо I де Медичи, кардинал и велик херцог на Тоскана, и Кристина Лотарингска. Има двама полубратя и три полусестри от втория брак на майка си, сред които Фердинанд-Карл Австрийски-Тиролски, ерцхерцог на Австрия, Изабела Клара Австрийска-Тиролска, херцогиня на Мантуа и Монферат, Сигизмунд Франц Австрийски-Тиролски, ерцхерцог на Австрия, херцог на Тирол и епископ, и Мария Леополдина Австрийска-Тиролска, императрица на Свещената Римска империя и кралица на Бохемия и Унгария.

## Биография
Когато Витория е на по-малко от годинка, тя губи баща си. Така майка ѝ първо се премества във Флоренция, а след това, през 1626 г., се омъжва повторно за Леополд V Австрийски-Тиролски, ерцхерцог на Австрия. Малката Витория е оставена на грижите на леля й Мария Магдалена Австрийска и на баба й Кристина Лотарингска, вдовица на Фердинандо I, и двете регентки на трона на Велико херцогство Тоскана и настойнички на великия херцог Фердинандо II де Медичи, който е все още непълнолетен. Двете настойнички дават на Витория строго католическо образование и се погрижват да осигурят годежа ѝ през 1623 г. с 13-годишния ѝ братовчед Фердинандо II. 
През 1631 г. умира последният представиттел на семейство дела Ровере, Франческо Мария , чиято единствена наследница е Витория: на теория Херцогство Урбино би трябвало да премине към Велико херцогство Тоскана, към чието управление се стреми Витория, но това е предотвратено от енергичната реакция на папа Урбан VIII, на когото двете регентки не смеят да се противопоставят: от друга страна, Витория и семейство Медичи получават владението на много богатата колекция от картини на изчезналото семейство, включително шедьоври на Тициан и Рафаело Санцио (които днес са сред най-големите шедьоври на Уфици и Палатинската галерия).
Витория развива строг и благочестив характер, много внимателен към външните форми на католическата религиозност. През 1628 г. Фердинандо II де Медичи става пълноправен велик херцог на Тоскана след навършване на пълнолетие. През 1634 г. сключва частно брак с Витория, който е официално отпразнуван три години по-късно, на 6 април 1637 г. Витория е коронясана в катедралата на Флоренция на 5 юли.
Бракът е конфликтен. След като две от децата им почиват в ранна детска възраст, Витория ражда престолонаследника Козимо III през 1642 г. Образованието му предизвиква сериозни разногласия между нея и съпруга й: Фердинандо II иска да му даде модерно, светско и научно образование, докато Витория настоява за образование, преподавано от духовници. Тя надделява, което води до негативни последици за бъдещето на Великото херцогство, които стават очевидни, след като Козимо става суверен.
Двойката има второ дете, Франческо Мария, през 1660 г.: закъснението с появата му се обяснява с реалната раздяла на великохерцогската двойка: Витория открива бисексуалностна на съпруга ѝ, хванат в леглото с придворния паж. Тя реагира, като прекъсна отношенията със съпруга си, посвещава се на религиозни практики и води строг живот.
През 1670 г. Фердинандо II умира. Веднага възниква оживено съперничество между новата велика херцогиня Маргарита Луиза Орлеанска и овдовялата Витория за дял от властта редом с Козимо III. След няколко години Витория печели, тъй като Маргарита Луиза напуска Флоренция.
Благодарение на настойчивостта си Витория успява да спаси стенописите на параклиса Бранкачи, като се противопоставя на богаташа  Франческо Ферони, който иска да го купи, разруши и препострои в бароков стил .
Витория дела Ровере умира в Пиза на 5 март 1694 г. на 72 г. Поребана е в Капелата на Медичите в базиликата „Сан Лоренцо“ във Флоренция.

## Брак и потомство
∞ 1634 и 6 април 1637 във Флоренция за Фердинандо II де Медичи (* 14 юли 1610, † 23 май 1670), велик херцог на Тоскана, от когото има трима сина и една мъртвородена дъщеря:
- Козимо де Медичи (*/† 1639), велик принц на Тоскана, умира 2 дена след раждането си;
- Мъртвородена дъщеря;
- Козимо III де Медичи (* 14 август 1642, Флоренция; † 31 октомври 1723, пак там), велик херцог на Тоскана (1670 – 1723), последен велик херцог от Медичите, ∞ 20 юни 1661 за Маргарита Луиза Бурбон-Орлеанска (* 28 юли 1645, † 17 септември 1721), дъщеря на херцог Гастон Орлеански, развод 1675, от която има 2 сина и 1 дъщеря;
- Франческо Мария де Медичи (* 12 ноември 1660, Флоренция; † 3 февруари 1711, Вила на Медичите „Лапенджи“, Баньо а Риполи), губернатор на Сиена (1683 – 1711), кардинал (1686 – 1709) и меценат, ∞ 29 юни 1709 г. в Гуастала (представител), 14 юли във Флоренция за принцеса Елеонора Луиза Гонзага (* 13 ноември 1686, Гуастала; † 16 март 1742, Падуа), дъщеря на Винченцо Гонзага, херцог на Гуастала, и на Мария Витория Гонзага, от която няма деца.